# Antun Škvorčević

Bischofswappen von Antun Škvorčević.

Antun Škvorčević (* 8. Mai 1947 in Davor, Jugoslawien, heute Kroatien) ist ein kroatischer Geistlicher und emeritierter Bischof des römisch-katholischen Bistums Požega.

## Leben
Antun Škvorčević besuchte die Grundschule in seinem Geburtsort Davor, Zagreb und Slavonski Brod. Die weitere Schulausbildung erfolgte auf der Mittelschule des Priesterseminars in Zagreb. Antun Škvorčević studierte Katholische Theologie und Philosophie an der katholischen Fakultät von Zagreb. Seine Priesterweihe erfolgte am 25. Juni 1972 im Erzbistum Zagreb. Als Kaplan wurde Antun Škvorčević der Pfarrgemeinde St. Josef in Zagreb zugeteilt. 1976 erlangte Antun Škvorčević den Magistergrad an der katholischen Fakultät in Zagreb. Sein Doktorat erlangte er im Jahre 1981 an der Päpstlichen Universität Gregoriana in Rom. Anschließend absolvierte er ein dreijähriges Studium der Liturgiewissenschaft am päpstlichen Liturgieinstitut St. Anselm zu Rom. Seit 1983 war Antun Škvorčević für Fragen zur Katechese am Institut für Katechese und am Institut für Laientheologie im Erzbistum Zagreb tätig und ist seit 1991 und bis heute ist er Präsident des Instituts für Katechese.
Papst Johannes Paul II. ernannte ihn am 5. Juli 1997 zum ersten Bischof des Bistums Požega. Die Bischofsweihe spendete ihm am 27. September 1997 Franjo Kardinal Kuharić; Mitkonsekratoren waren der Erzbischof von Zagreb, Josip Bozanić, sowie Erzbischof Giulio Einaudi, Apostolischer Nuntius in Kroatien.
In der Kroatischen Bischofskonferenz leitet er als Präsident die Kommission für Fragen der Liturgie und die Kommission für Fragen der kirchlich-staatlichen Beziehungen in Kroatien. Zugleich ist er Ratsmitglied am Päpstlich-kroatischen Institut St. Hieronymus in Rom.
Am 11. März 2024 nahm Papst Franziskus das altersbedingte Rücktrittsgesuch von Antun Škvorčević an.